# Egg, Trg
Egg je naselje v Občini Trg v Okraju Trg na Koroškem v Avstriji.